# Гуділов Євген Володимирович
Євге́н Володи́мирович Гуді́лов — солдат МВС України.

## З життєпису
Проживав у Дніпропетровську, працював програмістом, творив музику до віршів; батько-одинак, виховував двох дітей — доньку та сина.
Після початку війни пішов добровольцем, воював у складі батальйону «Донбас». Зазнав важких поранень у боях за Іловайськ — від розриву снаряда вибухова хвиля відкинула на стіну. Поранені голова, кінцівки, численні опіки тіла, втратив ліве око, праве сильно травмоване.
Лікувався в Київському центрі мікрохірургії ока, лікарі відновлювали райдужку та наново створили пошматовану зіницю, видалили новосформовану катаракту, вставили штучний кришталик — за 3,5 години здійснили 5 операцій. Вживлена в голову пластина (втратив третину лобних кісток) не прижилася, проводили операцію по заміні. Кошти допомагали збирати волонтери.

## Нагороди
За особисту мужність і героїзм, виявлені у захисті державного суверенітету та територіальної цілісності України, вірність військовій присязі під час бойових дій та при виконанні службових обов'язків, відзначений —
- 13 серпня 2015 року — нагороджений орденом За мужність III ступеня.
- Орден «Народний Герой України» (наказ № 15 від 22 квітня 2016 року)